# Ricardo Rocha (ur. 1962)
Ricardo Rocha, właśc. Ricardo Roberto Barreto da Rocha (ur. 11 września 1962 w Recife) – brazylijski piłkarz występujący na pozycji środkowego obrońcy; Mistrz Świata z 1994 roku.
Karierę zaczynał w klubach Santo Amaro i Santa Cruz FC. W 1985 roku przeszedł do Guarani FC, skąd trzy lata później trafił do Europy. Występował w portugalskim Sportingu, a następnie wrócił do Brazylii, zostając graczem zespołu FC São Paulo. W 1991 roku przeszedł do Realu Madryt. Spędził tam dwa sezony, a potem ponownie wrócił do Brazylii i reprezentował barwy Santos FC, CR Vasco da Gama oraz Fluminense FC. Zakończył karierę w 1998 roku w argentyńskim Newell’s Old Boys.
W reprezentacji Brazylii rozegrał 42 spotkania. Uczestniczył w dwóch finałach Mistrzostw Świata (1990 – II runda, 1994 – Mistrzostwo).
W 1990 roku był rezerwowym, jednak w trzecim meczu grupowym przeciwko Szkocji zajął miejsce pauzującego za żółte kartki Mozera. W spotkaniu II rundy z Argentyną utrzymał miejsce w składzie; jednak Brazylia przegrała 0:1 i odpadła z turnieju. W tym meczu, w 85 minucie, Rocha otrzymał czerwoną kartkę.
W 1994 roku był graczem podstawowej jedenastki, jednak już w pierwszym meczu grupowym z Rosją doznał kontuzji i nie zagrał do końca turnieju. Jego miejsce na środku obrony zajął Aldair.